# Federico Puig Romero
Federico Puig Romero (Santiago, 5 de septiembre de 1812-Madrid, 22 de junio de 1866) fue un militar español perteneciente al cuerpo de artillería que era coronel del 5.º regimiento de artillería a pie cuando fue asesinado en el cuartel de San Gil de Madrid en circunstancias no esclarecidas. En las investigaciones llevadas a cabo sobre su asesinato se plantea la posibilidad de que fuera el auténtico padre del rey Alfonso XII.

## Inicios
Fue el quinto de siete hijos nacidos del matrimonio formado por Vicente Puig Formenti, natural de Barcelona, y Gertrudis Romero, natural de Salamanca. Su padre fue un oficial de infantería que en 1807 formó parte de la expedición del marqués de la Romana y falleció en Pamplona en 1815 con el grado de coronel. En 1816 su madre es nombrada azafata de la reina María Isabel de Braganza, segunda mujer de Fernando VII. Entre este año y 1822 Federico tiene tres hermanos más por parte de madre: Gertrudis, Juan y Fernanda, esta última apadrinada por el rey Fernando VII y la reina María Josefa Amalia de Sajonia en 1822. En 1823 su familia cae en desgracia ante el rey y un año después muere su madre. En 1827 los huérfanos Puig Romero recuperan el favor de Fernando VII, que otorga a Federico dispensas extraordinarias para facilitar su admisión en el exclusivo y recién creado Real Colegio de Artillería, en el que se exigía nobleza paterna y materna para su ingreso, que se produce el 23 de febrero de 1830 en clase de caballero cadete cursando estudios en la Academia de Alcalá de Henares hasta el 26 de junio de 1835 con el grado de subteniente.

## Primeros años de vida militar
Desde su salida de la academia participó en diversas acciones durante la primera guerra carlista, estando en 1838 bajo las órdenes del barón de Meer y en 1839 bajo las del mariscal de campo Diego de León hasta el fin de la guerra en agosto. En julio de 1843 él y sus compañeros de artillería solicitan licencia absoluta para no participar en el bombardeo de Sevilla contra Van Halen. Son arrestados todos menos él y otros doce que logran embarcar en un buque francés que les traslada a Port Vendres. Por méritos de guerra, alcanza el grado de capitán en septiembre.

## Casamiento y vínculo a los Puigmoltó
El 12 de diciembre de 1850 obtiene licencia para casarse con Josefa Amalia Romaguera Giner, hija del regente de la Audiencia Territorial de Cataluña, Joaquín Romaguera y Romaguera. Existía una relación de amistad entre el suegro de Federico y Luis Mayans, abuelo materno de Rafael Puigmoltó y Mayans, oficial de artillería con quien Federico compartió destinos comunes desde antes de 1850 hasta la muerte prematura de este en 1854. Rafael era hermano de Enrique Puigmoltó y Mayans, sobre quien se hizo recaer la paternidad del futuro Alfonso XII mediante la propagación de rumores desde el entorno de la reina Isabel II.

## Vínculos a palacio
Su madre, azafata de la reina María Isabel de Braganza, en 1819 contrae segundas nupcias en la Real Capilla con Juan Guillelmi Valenzuela, proveniente de un linaje de palaciegos desde tiempos de Felipe V y en su mayor parte artilleros. Federico mantiene estrecha relación con sus tíos políticos Guillelmi Valenzuela. El pasado palaciego de la madre de Federico probablemente influyó en que un sobrino y ahijado de esta, Félix Martín Romero, contrajera matrimonio en 1853 con Carolina Godoy Crawe, nieta de Manuel Godoy, siendo madrina Josefa Tudó y el conde de Mirasol, padre de Luis Arístegui Doz, artillero muy vinculado en el futuro a Alfonso XII. También mantiene estrechos vínculos a palacio el cuñado de su hermana Gertrudis, Francisco Parreño Lobato, gentilhombre de cámara con ejercicio desde 1862.

## Paternidad de Alfonso XII
La existencia de una carta firmada por el rey Alfonso XII dirigida “a mis queridos hermanos Federico y Enrique Puig Romaguera” unida al vínculo de amistad de Federico con la familia del conde de Torrefiel plantea la posibilidad de que Enrique Puigmoltó se prestara a encubrir la presunta paternidad de Federico sobre el entonces príncipe Alfonso.

## Asesinato

### Antecedentes
Destinado a Valencia a partir de 1857, en octubre de 1863 pasa a Vicálvaro, llegando en enero a la corte y siendo nombrado coronel del 5.º regimiento de artillería a pie. En 1865 pasa a la escuela práctica hasta el 26 de abril de 1866, cuando es destinado al cuartel de San Gil de Madrid, donde se produce la sublevación de los sargentos de artillería el 22 de junio.

### Contradicciones y encubrimiento del gobierno
En los días siguientes a los sucesos se publican en prensa no oficial diversas versiones de lo acontecido dentro del cuartel, difiriendo estas únicamente en el lugar y circunstancias en que muere el coronel Puig. Se publica también la entrevista que mantiene Isabel II con la viuda, huérfanos y Félix Martín Romero, publicándose poco después en La Gaceta que ha sido fusilado el que asesinó a Federico Puig, sin especificar su nombre (ver "consecuencias" en sublevación del cuartel de San Gil). El parte de estos últimos fusilamientos lo firma el general Isidoro de Hoyos, que ha obtenido el día anterior grandeza de España de primera clase. Isabel II realiza concesiones extraordinarias a la viuda y huérfanos, a diferencia del resto de oficiales muertos, sobre cuyas muertes nada se publica oficialmente.

### Versiones en distintas épocas
Sobre las circunstancias del asesinato existe el testimonio por tradición oral de que no fue muerto en medio de la insurrección, como se pretendió hacer creer, sino antes, mediante unos sicarios que lo ejecutan en su pabellón, dentro del cuartel, siendo testigos su esposa e hijos. Esto coincide con la versión del marqués de Miraflores, pues este asegura que el coronel Puig fue el primero en morir, lo cual no se acopla a ninguna de las otras versiones divulgadas.
Además del marqués de Miraflores, diversos historiadores y autores han escrito sobre su asesinato, sin que tampoco haya una única versión, a diferencia del resto de oficiales muertos ese día. Se varía el escenario, la hora, con quién se hallaba, el número de disparos y el móvil del asesinato.
En 1867 dos conspiradores publican sendas versiones de su asesinato que difieren casi totalmente entre sí: Hidalgo y García Ruiz (ver "carta de justificación" en Baltasar Hidalgo de Quintana). La versión de Hidalgo situando al coronel Puig fuera del cuartel es apoyada por la de Ildefonso Antonio Bermejo (1871) y Ángel Segovia (1882).
En 1876, recién iniciada la Restauración con Alfonso XII, el historiador Antonio Pirala describe el asesinato del coronel Puig utilizando datos excluyentes entre sí de la versión de Hidalgo, la de García Ruiz y las divulgadas en prensa, cambiando además el testimonio del coronel Espinosa que consta en documentación oficial. Al ser tan pormenorizada y aprobada por la Restauración, esta versión ha servido de base a la mayoría de las posteriores. En 1890 Guiu y Martí toma parte de esta versión pero eliminando los dos testigos que sitúa Pirala acompañando al coronel Puig en sendos disparos.
En 1908 el historiador y biógrafo de Isabel II, Carlos Cambronero, sitúa la muerte del coronel Puig en el patio del cuartel, tal como reflejaba alguna de las versiones de prensa de 1866.
El autor Jorge Vigón escribe en sendos libros dos versiones sobre su asesinato que difieren entre sí. Una en 1930 y otra en 1947.
En 2015 se publica un libro que investiga en profundidad las circunstancias de este asesinato y su posible vinculación a la paternidad de Alfonso XII así como al pasado de la familia de Federico junto al rey Fernando VII.

### Consecuencias
La alteración por sorpresa de los planes revolucionarios, previstos para iniciarse a las cinco de la madrugada, dio lugar a una masacre y al fracaso del movimiento revolucionario, con gran represión por parte del gobierno. En 1872 vuelve a ser noticia el 22 de junio de 1866 debido al conflicto artillero iniciado por el nombramiento de Hidalgo, a quien el cuerpo de artillería no perdonó nunca lo que consideraron traición hacia sus compañeros muertos en el cuartel de San Gil el 22 de junio de 1866 (ver "conflicto artillero de 1872" en Baltasar Hidalgo de Quintana). El conflicto desemboca en la abdicación del rey Amadeo, surgiendo a continuación la Primera República en España.

## Federico Puig Romero en la ficción

### Literatura
- Alfonso XII y la corona maldita (Altera, 2018) de Nieves Michavila, V Premio Hispania de Novela Histórica.[12]
- El infierno (Planeta, 2023) novela de Carmen Mola.